# Heuqueville (Seine-Maritime)
Heuqueville is een gemeente in het Franse departement Seine-Maritime (regio Normandië) en telt 637 inwoners (2005). De plaats maakt deel uit van het arrondissement Le Havre.

## Geografie
De oppervlakte van Heuqueville bedraagt 5,0 km², de bevolkingsdichtheid is 127,4 inwoners per km².
De onderstaande kaart toont de ligging van Heuqueville (Seine-Maritime) met de belangrijkste infrastructuur en aangrenzende gemeenten.

## Demografie
Onderstaande figuur toont het verloop van het inwonertal (bron: INSEE-tellingen).
1. ↑  Populations de référence 2022.